# ريتشارد تود (لاعب كرة قدم أمريكية)
ريتشارد تود (بالإنجليزية: Richard Todd)‏ هو لاعب كرة قدم أمريكية أمريكي، ولد في 19 نوفمبر 1953 في برمنغهام في الولايات المتحدة.

## وصلات خارجية
- ريتشارد تود على موقع مرجع كرة القدم المحترفة.كوم (الإنجليزية)